# Live at Hammersmith Odeon (album Black Sabbath)
Live at Hammersmith Odeon – album koncertowy brytyjskiej heavymetalowej grupy Black Sabbath wydany 2007 roku przez firmę Warner Bros. Okładka została zaprojektowana i wykonana ręcznie przez firmę Rhino. Jest to wydawnictwo limitowane, nakład wynosi 5000 kopii i już od dawna jest wyczerpany.

## Lista utworów
1. "E5150" (Ronnie James Dio, Tony Iommi, Geezer Butler)
2. "Neon Knights" (Dio, Iommi, Butler, Bill Ward)
3. "N.I.B." (Ozzy Osbourne, Iommi, Butler, Ward)
4. "Children of the Sea" (Dio, Iommi, Butler, Ward)
5. "Country Girl" (Dio, Iommi, Butler)
6. "Black Sabbath"
7. "War Pigs" (Osbourne, Iommi, Butler, Ward)
8. "Slipping Away" (Dio, Iommi, Butler)
9. "Iron Man" (Osbourne, Iommi, Butler, Ward)
10. "The Mob Rules" (Dio, Iommi, Butler)
11. "Heaven and Hell" (Dio, Iommi, Butler, Ward)
12. "Paranoid" (Osbourne, Iommi, Butler, Ward)
13. "Voodoo" (Dio, Iommi, Butler)
14. "Children of the Grave" (Osbourne, Iommi, Butler, Ward)

## Twórcy
- Ronnie James Dio – wokal
- Tony Iommi – gitara
- Geezer Butler – gitara basowa
- Vinny Appice – perkusja
- Geoff Nicholls – keyboard